# Lina Hurtig
Lina Mona Andréa Hurtig, född 5 september 1995 i Avesta, är en svensk fotbollsspelare som spelar för italienska Fiorentina. Hon kan spela både som mittfältare och som anfallare.

## Klubbkarriär
Hurtigs moderklubb är Avesta AIK. Som 15-åring gick hon till Gustafs GoIF. Hurtig gjorde 14 mål på 20 matcher i Division 1 2011.
I december 2011 värvades Hurtig av Umeå IK, där hon skrev på ett treårskontrakt. Inför säsongen 2016 förlängde hon sitt kontrakt med ett år. Mellan 2012 och 2016 spelade hon 88 matcher och gjorde 24 mål i Damallsvenskan.
I november 2016 värvades Hurtig av Linköpings FC, där hon skrev på ett tvåårskontrakt. I oktober 2018 förlängde Hurtig sitt kontrakt med två år.
I slutet av augusti 2020 skrev Hurtig på ett tvåårskontrakt med italienska klubben Juventus. Den 17 augusti 2022 skrev hon på ett tvåårigt kontrakt med Arsenal. I juni 2025 stod det klart att Lina Hurtig flyttar tillbaka till Italien, den här gången till Fiorentina.

## Landslagskarriär
Hurtig har spelat 15 landskamper för Sveriges U17-landslag samt 30 landskamper för U19-landslaget. I juni 2013 blev hon uttagen till Sveriges A-landslag för matchen mot Brasilien den 19 juni 2013. Debuten i A-landslaget fick dock vänta till den 26 november 2014 då Sverige mötte Kanada i en match som slutade 1–1 och där Hurtig byttes in i halvlek mot Marija Banusic.
I maj 2019 blev Hurtig uttagen i Sveriges trupp till Världsmästerskapet i fotboll 2019  där hon medverkade i sju matcher och gjorde ett mål i 5–1-segern mot Thailand.
I juli 2020 togs Hurtig ut i Sveriges trupp till Sommar-OS 2020, där hon medverkade i sex matcher och gjorde mål i segermatcherna mot USA (3–0)  och Australien (4–2).
Den 13 juni 2023 presenterades Hurtig i Sveriges trupp till Världsmästerskapet i fotboll 2023, där hon gjorde det sjätte och avgörande målet i åttondelsfinalen mot USA. Efter seger med 2–1 i mot Japan i kvartsfinalen och semifinalförlust med 1–2 mot Spanien tog Sverige slutligen brons, efter att ha besegrat Australien med 2–0.

## Meriter
Linköpings FC
- Damallsvenskan (1): 2017

 Arsenal FC
- Uefa Women's Champions League:  2025[20]

## Privatliv
Lina Hurtig är gift med fotbollsspelaren Lisa Hurtig (född Lantz) som hon lärde känna när de båda spelade i Umeå IK. Tillsammans har de ett barn fött 2021.